# Математическая формула
Математи́ческая фо́рмула (от лат. formula — уменьшительное от forma — «образ», «вид») в математике, а также физике и других естественных науках — символическая запись высказывания (которое выражает логическое суждение), либо формы высказывания. Формула, наряду с термами, является разновидностью выражения формализованного языка.

## Основные виды (численных) формул
Как правило, в формулу входят переменные (одна или более), причём сама формула представляет собой не просто выражение, а некое суждение. Такое суждение может утверждать что-то о переменных, а может — о применяемых операциях. Точный смысл формулы зачастую подразумевается из контекста и его невозможно понять непосредственно из её вида. Можно выделить три распространённых случая:
- Формула должна сообщить, как искать значения переменной (уравнения и т. п.);
- Формула (записываемая как «искомое = выражение») определяет величину через свои параметры (аналогично присваиванию в программировании и иногда записывается через диграф «:=» как в языке Pascal, но в принципе может считаться вырожденным частным случаем уравнения);
- Формула является собственно логическим утверждением: тождеством (например, аксиомой), утверждением теоремы и т. п.

### Уравнения
Уравнение — формула, внешняя (верхняя) связка которого представляет собой бинарное отношение равенства. Однако важная особенность уравнения заключается также в том, что входящие в него символы делятся на переменные и параметры (присутствие последних, впрочем, необязательно). Например, {\displaystyle x^{2}=1} является уравнением, где x — переменная. Значения переменной, при которых равенство истинно, называются корнями уравнения: в данном случае таковыми являются два числа 1 и −1. Как правило, если уравнение на одну переменную не является тождеством (см. ниже), то корни уравнения представляют собой дискретное, чаще всего конечное (возможно и пустое) множество.
Если в уравнение входят параметры, то его смысл — для заданных параметров найти корни (то есть значения переменной, при котором равенство верно). Иногда это можно сформулировать как нахождение неявной зависимости переменной от параметра (параметров). Например {\displaystyle x^{2}=a} понимается как уравнение на x (это обычная буква для обозначения переменной, наряду с y, z и t). Корнями уравнения является квадратный корень из a (считается, что их имеется два, разных знаков).
Подобная формула, сама по себе, задаёт лишь бинарное отношение между x и a и её можно понимать в обратную сторону, как уравнение на a относительно x. В данном элементарном случае, речь может идти скорее об определении a через x: {\displaystyle a=x^{2}}.

### Тождества
Тождество — суждение, верное при любых значениях переменных. Обычно, под тождеством подразумевают тождественно верное равенство, хотя снаружи тождества может стоять и неравенство или какое-либо другое отношение. Во многих случаях тождество можно понимать как некое свойство используемых в нём операций, например тождество {\displaystyle a+b=b+a} утверждает коммутативность сложения.
С помощью математической формулы довольно сложные предложения могут быть записаны в компактной и удобной форме. Формулы, становящиеся истинными при любом замещении переменных конкретными объектами из некоторой области, называются тождественно-истинными в данной области. Например: «для любых a и b имеет место равенство {\displaystyle (a+b)^{2}=a^{2}+2ab+b^{2}}». Данное тождество можно вывести из аксиом сложения и умножения в коммутативном кольце, которые сами по себе также имеют вид тождеств.
Тождество может и не включать в себя переменные и являться арифметическим (или каким-то ещё) равенством, как например {\displaystyle 6^{3}=3^{3}+4^{3}+5^{3}}.

### Приближённые равенства
Например:
{\displaystyle x\approx \sin(x)} — приближённое равенство при малых {\displaystyle x};

### Неравенства
Формула-неравенство может пониматься в обоих описанных в начале раздела смыслах: как тождество (например, неравенство Коши — Буняковского) или же, подобно уравнению, как задача на отыскание множества (а точнее, подмножества области определения), которому может принадлежать переменная, или переменные.

## Используемые операции
В данном разделе будут перечислены операции, используемые в алгебре, а также некоторые общеупотребительные функции из математического анализа.

### Сложение и вычитание
Используются знаки «+» и «−» (последний на письме довольно слабо отличим от дефиса).
Унарный минус чаще используется лишь при первом (левом) слагаемом, поскольку другие случаи, типа «a + (−b)» и «a − (−b)», ничем не отличаются по смыслу от более простых «a − b» и «a + b» соответственно.
По причине ассоциативности сложения расстановка скобок для задания порядка выполнения сложения не имеет математического смысла.
В алгебре слагаемыми называют аргументы как сложения, так и вычитания. Порядок выполнения вычитания при отсутствии скобок таков, что вычитаемым оказывается лишь член, выписанный непосредственно справа от знака вычитания, а не результат выполнения операций каких-либо сложения и вычитания, записанных правее. Таким образом, со знаком минус входят в сумму лишь те «слагаемые», непосредственно слева от которых знак «−» имеется.

### Умножение
Знак умножения чаще всего опускается. Это не вызывает двусмысленности, поскольку переменные обозначаются обычно одиночными буквами, а выписывать умножение записанных цифрами констант друг на друга бессмысленно. В редких случаях, когда двусмысленности не избежать, умножение обозначается центрированным по вертикали символом точки «·». Символ «×» применяется лишь в школьной арифметике, в технических текстах (в особом контексте), а также некоторые системы вставляют его на месте знака умножения при переносе формулы на другую строку (обычно перенос по знаку умножения избегается).

### Деление
Деление в формулах записывается при помощи дробной черты. В школьной арифметике применяется также «÷» (обелюс).

### Приоритет операций и скобки
Приоритет, ранг или старшинство операции или оператора — формальное свойство оператора/операции, влияющее на очерёдность его выполнения в выражении с несколькими различными операторами при отсутствии явного (с помощью скобок) указания на порядок их вычисления. Например, операцию умножения обычно наделяют бо́льшим приоритетом, чем операцию сложения, поэтому в выражении будет получено сначала произведение y и z, а потом уже сумма.

## Примеры
Например:
{\displaystyle 2+2=5} — пример формулы, имеющей значение «ложь»;
{\displaystyle y=\ln(x)+\sin(x)} — функция одного действительного аргумента;
{\displaystyle z={\frac {y^{3}}{y^{2}+x^{2}}}} — функция нескольких аргументов (график кривой — верзиеры);
{\displaystyle y=1-|1-x|} — не дифференцируемая функция в точке {\displaystyle x=1} (непрерывная ломаная линия не имеет касательной);
{\displaystyle x^{3}+y^{3}=3axy} — уравнение, то есть неявная функция (график кривой «декартов лист»);
{\displaystyle t_{n}=n!} — целочисленная функция;
{\displaystyle y=y^{3}\sin(nx)} — чётная функция;
{\displaystyle y=\operatorname {tg} (x)} — нечётная функция;
{\displaystyle f(P)={\sqrt {x^{2}+y^{2}+z^{2}}}} — функция точки, расстояние от точки до начала (декартовых) координат;
{\displaystyle y={\frac {1}{x-3}}} — разрывная функция в точке {\displaystyle x=3};
{\displaystyle x=a[t-\sin(t)]\,;\ y=a[1-\cos(t)]} — параметрически заданная функция (график циклоиды);
{\displaystyle y=\ln(x),\ x=e^{y}} — прямая и обратная функции;
{\displaystyle f(x)=\int \limits _{-\infty }^{x}|f(t)|\,dt} — интегральное уравнение.

## В филателии
Математические формулы нередко изображаются на почтовых марках разных стран, например, на посвящённых известным учёным, представляя открытые ими закономерности. Примечательна серия почтовых марок, посвящённая самим математическим формулам. Это почтовый выпуск Никарагуа 1971 года — серия из 10 почтовых марок под названием «10 математических формул, которые изменили лик Земли» (исп. Las 10 formulas matematicas que cambiaron la faz de la Tierra). На них представлены теорема Пифагора, закон Архимеда, закон Ньютона, формула Циолковского, формула де Бройля, формула Эйнштейна и др. На обратной стороне каждой марки помещено описание соответствующей формулы (Sc #877-881,C761-C765).